# Binéfar
Binéfar – gmina w Hiszpanii, w prowincji Huesca, w Aragonii, o powierzchni 25,1 km². W 2011 roku gmina liczyła 9456 mieszkańców.